# Jurij Berežko
Jurij Viktorovič Berežko (in russo Юрий Викторович Бережко?, noto anche come Yury Berezhko secondo la traslitterazione inglese; Komsomol'sk-na-Amure, 27 gennaio 1984) è un pallavolista russo, schiacciatore del Belogor'e.

## Palmarès

### Club
- Campionato russo: 3

2005-06, 2007-08, 2011-12
- Coppa di Russia: 4

2006, 2008, 2020, 2021
- Supercoppa russa: 4

2008, 2009, 2011, 2012
- Champions League: 1

2011-12
- Coppa CEV: 2

2014-15, 2020-21

### Nazionale (competizioni minori)
- Memorial Hubert Wagner 2017
- Memorial Hubert Wagner 2018

### Premi individuali
- 2007 - Campionato europeo: Miglior schiacciatore
- 2007 - World League: Miglior schiacciatore
- 2009 - Campionato europeo: Miglior servizio
- 2013 - Champions League: Miglior ricevitore